# Anila
Dans l'Hindouisme, Anila (sanskrit: अनिल;  vent) est un des « Vasus », dieux des éléments du cosmos. Il est assimilé au dieu du vent Vāyu, étant entendu que Anila est le nom normalement utilisé pour Vāyu quand il est compté parmi les Vasus.